# Legge Beckham
La cosiddetta legge Beckham (Decreto reale 687/2005) è un decreto legge spagnolo approvato dal governo Aznar nel marzo 2004, entrato in vigore nel giugno 2005 e successivamente abrogato con un emendamento a partire dal gennaio 2010
. La legge fra le altre cose prevedeva un'aliquota di tassazione ridotta dal 43% al 24% per tutti i lavoratori stranieri in Spagna con introiti superiori ai 600.000 euro annuali.
Inizialmente pensata per favorire il soggiorno di medici e scienziati in Spagna è invece stata poi sfruttata principalmente dai club calcistici per attirare fuoriclasse stranieri nella Primera División. Il suo soprannome infatti è legato al calciatore David Beckham, fra i primi ad avvalersi dei benefici della legge dato che gli effetti son stati resi retroattivi sino al 2004, anno dell'ingaggio del campione inglese da parte del Real Madrid.

## Effetti sulla normativa spagnola
Secondo la normativa fiscale spagnola chiunque trascorresse più di 183 giorni in Spagna durante un anno fiscale era tenuto a pagare le tasse all'erario iberico come un normale residente. Eventuali assenze temporanee non venivano considerate a meno che la persona non dimostrasse di essere abitualmente residente in un altro paese.
Il decreto 687/2005, approvato il 10 giugno 2005, ha modificato questa legge permettendo a un individuo che si è trasferito in Spagna da un altro paese di scegliere se essere tassato come residente spagnolo o come non-residente. La scelta deve essere fatta all'anno di arrivo in Spagna ed è valida per i successivi cinque anni. Scegliendo di essere non-residente il lavoratore è tassato solo sui guadagni spagnoli e non su quelli totali relativi ad altre parti del mondo.
I guadagni spagnoli sono invece soggetti alle aliquote dei residenti (che variano dal 15% al 45%), con l'eccezione degli stipendi superiori ai 600.000 euro che beneficiano di un'aliquota scontata al 24% per i primi cinque anni (la stessa aliquota valida per i redditi sino a 17.000 euro).
Questo regime fiscale agevolato permette a tutti gli espatriati diretti in Spagna una fiscalità favorevole, permettendo loro di pagare le imposte patrimoniali e sul reddito come non residenti a partire dall'anno fiscale del cambio di residenza e per i 5 periodi fiscali successivi; questo regime è valido per chi si trasferisce in Spagna per motivi lavorativi, e che dimostri di avere i requisiti che seguono:
- Non essere stati residenti in Spagna nei 5 anni precedenti al cambio di residenza (10 anni per chi ha nazionalità spagnola)
- Che il trasferimento in Spagna sia  dovuto a uno di questi motivi:

1. Per un contratto di lavoro offerto da un datore di lavoro spagnolo, ad eccezione degli sportivi professionisti
2. Per svolgere telelavoro dalla Spagna
3. Per diventare amministratore di una società

Fra i principali benefici di questo regime fiscale, vi è quello che il beneficiario paga le sue imposte esclusivamente in Spagna, ad esclusione dei redditi ottenuti all’estero che non siano  redditi da lavoro. I redditi da capitale ottenuti all’estero non sono soggetti a imposizione fiscale in Spagna, essendo esclusivamente soggetti a imposta nel paese di origine.
I beneficiari della legge sono comunque soggetti all’imposta sul patrimonio per beni e diritti situati in Spagna e all’imposta su successioni e donazioni. I vantaggi fiscali sono estesi anche ai figli e al coniuge del beneficiario.

## Effetti sul mondo del calcio
Grazie alla legge Beckham i club spagnoli hanno potuto beneficiare di una tassazione estremamente favorevole se paragonata a quella degli altri campionati europei. Infatti in Inghilterra l'aliquota sugli stipendi dei calciatori è al 50%, in Bundesliga al 45%, in Serie A al 43% e in Ligue 1 al 40%. In questo modo i club spagnoli hanno potuto offrire ingaggi milionari a campioni come Kaká, Zlatan Ibrahimović, Cristiano Ronaldo pagandoli il 33% in meno rispetto ai club degli altri campionati europei.